# Кріпке (Бахчисарайський район)
Кріпке (до 1945 року Черке́з-Керме́н; крим. Çerkez Kermen, Черкез Кермен) — колишнє село на південному заході Красномацької сільради Бахчисарайського району Криму, біля межі з Балаклавським районом Севастополя.

## Назва
Назва села Черкез-Кермен у перекладі з кримськотатарскої мови «черкеський замок» (çerkes, çerkez — черкес, kermen — замок). За однією версією назва походить не від черкесів, а від особистості на ім'я Черкез.

## Археологія
Поблизу Кріпкого залишки двох стоянок доби середньокам'яної доби (10 тисяч років тому).
Також залишки городища та могильника V—XV сторіч, укріплення і замок Киз-Куле XII—XV сторіч, церкву з фресками XII—XV сторіч.

## Історія
У Черкез-Кермен розташовані залишки печерного міста Ескі-Кермен, що ймовірно існувало разом з візантійською фортецею VI сторіччя. За середньовіччя місцевість населяли готи.
Черкез-Кермен відносився до князівства Феодоро, ймовірно у феоді володаря замку Киз-Куле, що височить над селом. Після падіння Мангупа у 1475 році, місто відносилося до Мангупський кадилик Кефинського еялета Османськой імперії.
Перша письмова згадка Черкез-Кермена у матеріалах переписів Кефинського санджака 1520 року: поселенні Черкез-Кирман, що підпорядковувалося Інкирману мешкало 5 сімей й 3 дорослих нежонатих мусульман та 72 сімей (з них 7 — без чоловіка-годувальника) немусульманських. У 1542 році Черкез-Кирман підпорядковувався вже Баликлагу та був чисто християнським поселенням з 51 сім'єю (7 вдівців) та 25 неодружених чоловіків.
Християнське населення греків-урумів Черкез-Кермена було переселене російським урядом у Надозів'я у 1778 році.
За даними перепису 1939 року у селі мешкало 644 особи.
У травні 1944 році кримськотатарське населення села було насильно вислано до Центральної Азії. 1945 року село перейменоване на Кріпке.
Село спустіло після 1977 року.
2002 році кримськотатарські нащадки колишніх мешканців села прохали Красномацьку сільраду надати їм землі колишнього села для його відродження. Натомість сільрада надала землю під кінну та свину ферми.